# Wilson (Carolina del Norte)
Wilson es una ciudad ubicada en el condado de Wilson en el estado estadounidense de Carolina del Norte. Es sede del condado de Wilson. La localidad en el año 2010 tenía una población de 42.000 habitantes en una superficie de 60.7 km², con una densidad poblacional de 736.3 personas por km².

## Geografía
Wilson se encuentra ubicada en las coordenadas 35°43′52″N 77°55′25″O / 35.73111, -77.92361. Según la Oficina del Censo, la localidad tiene un área total de 60,7 km² (23,4 mi²), de la cual 60,7 km² (23,4 mi²) es tierra y 0,4 km² (0,2 mi²) (0.64%) es agua.

## Leyendas
Se cuenta que suele haber muchos suicidios y ataques terroristas, mucha gente le teme a vivir allí por eso.
Yophi, Liria, Nataly, Kayton y Myla murieron allí, la historia de su muerte es muy paranormal...

### Localidades adyacentes
El siguiente diagrama muestra a las localidades en un radio de 16 kilómetros (9,9 mi) de Wilson.

## Demografía
En el 2007 la renta per cápita promedia del hogar era de $31.169, y el ingreso promedio para una familia era de $41.041. El ingreso per cápita para la localidad era de $17.813. En 2000 los hombres tenían un ingreso per cápita de $24.375 contra $21.250 para las mujeres. Alrededor del 25.20% de la población estaba bajo el umbral de pobreza nacional.